# Leucothoe fontanesiana
Leucothoe fontanesiana är en ljungväxtart som först beskrevs av Ernst Gottlieb von Steudel, och fick sitt nu gällande namn av Hermann Sleumer. Leucothoe fontanesiana ingår i släktet Leucothoe och familjen ljungväxter. Inga underarter finns listade i Catalogue of Life.

## Bildgalleri

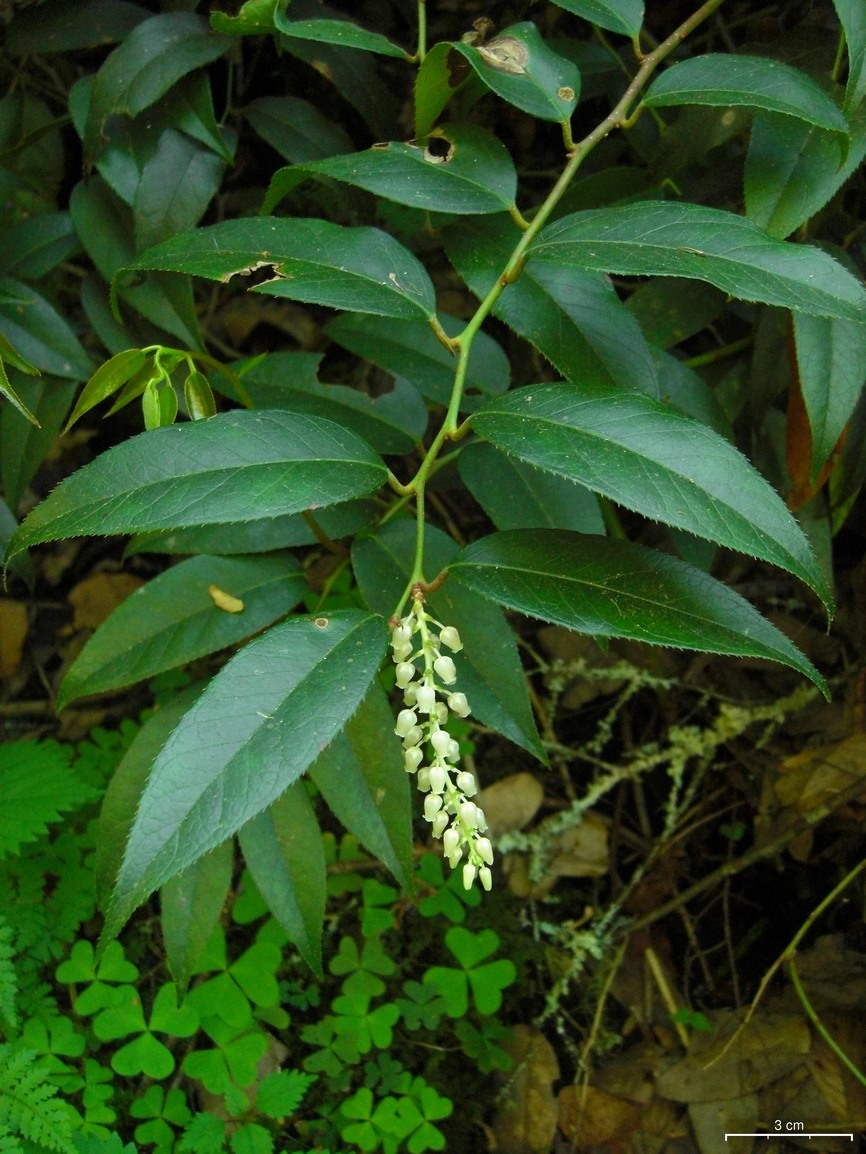
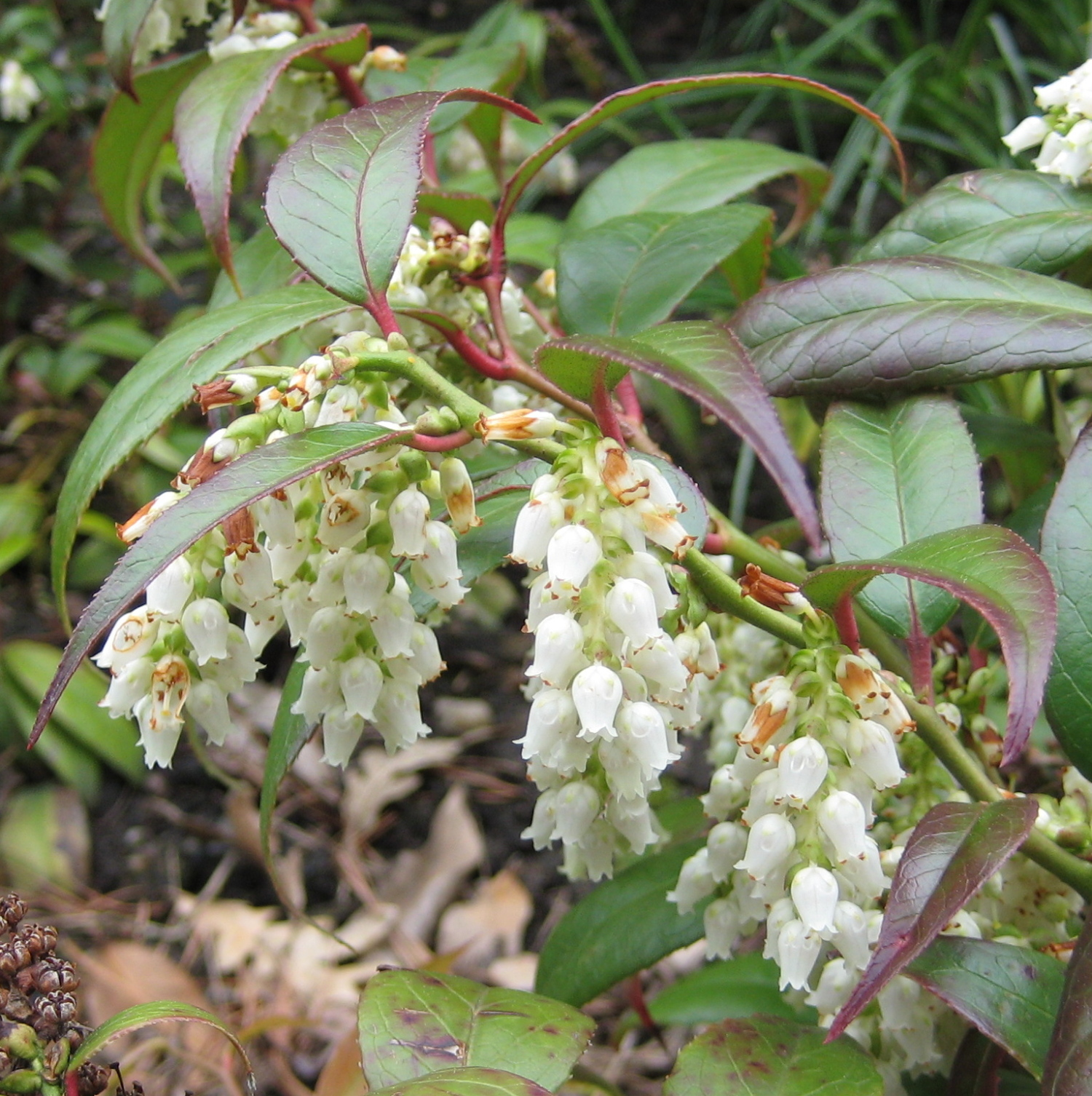
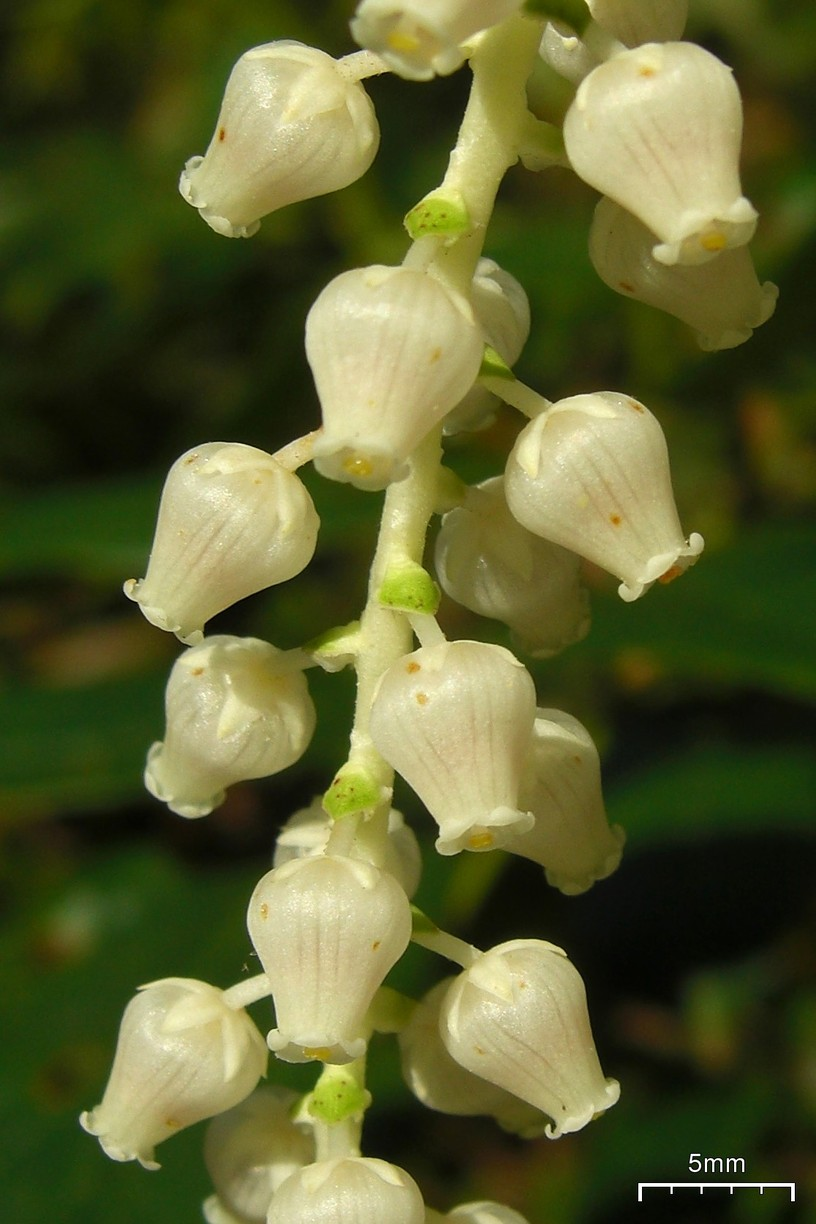
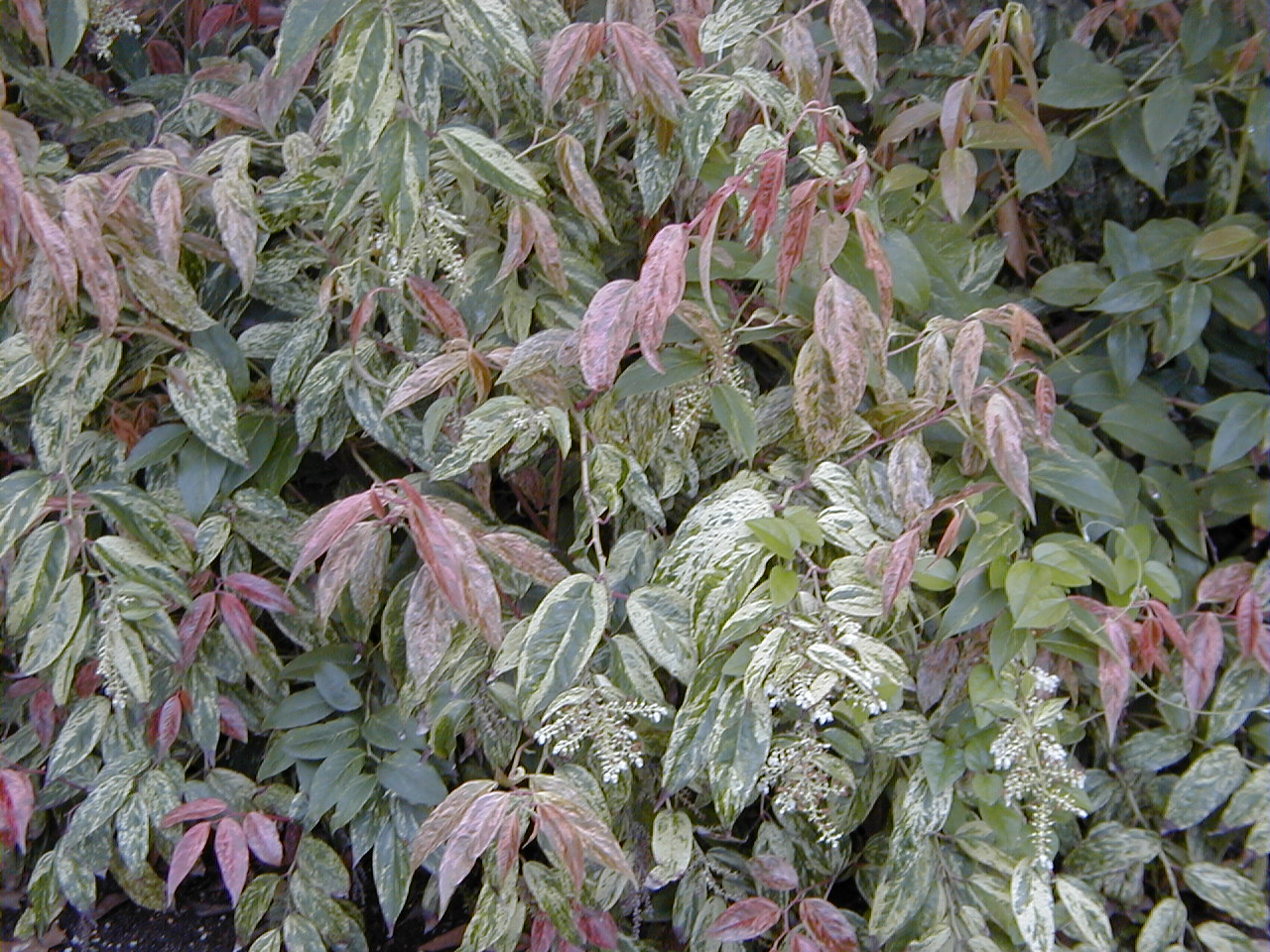
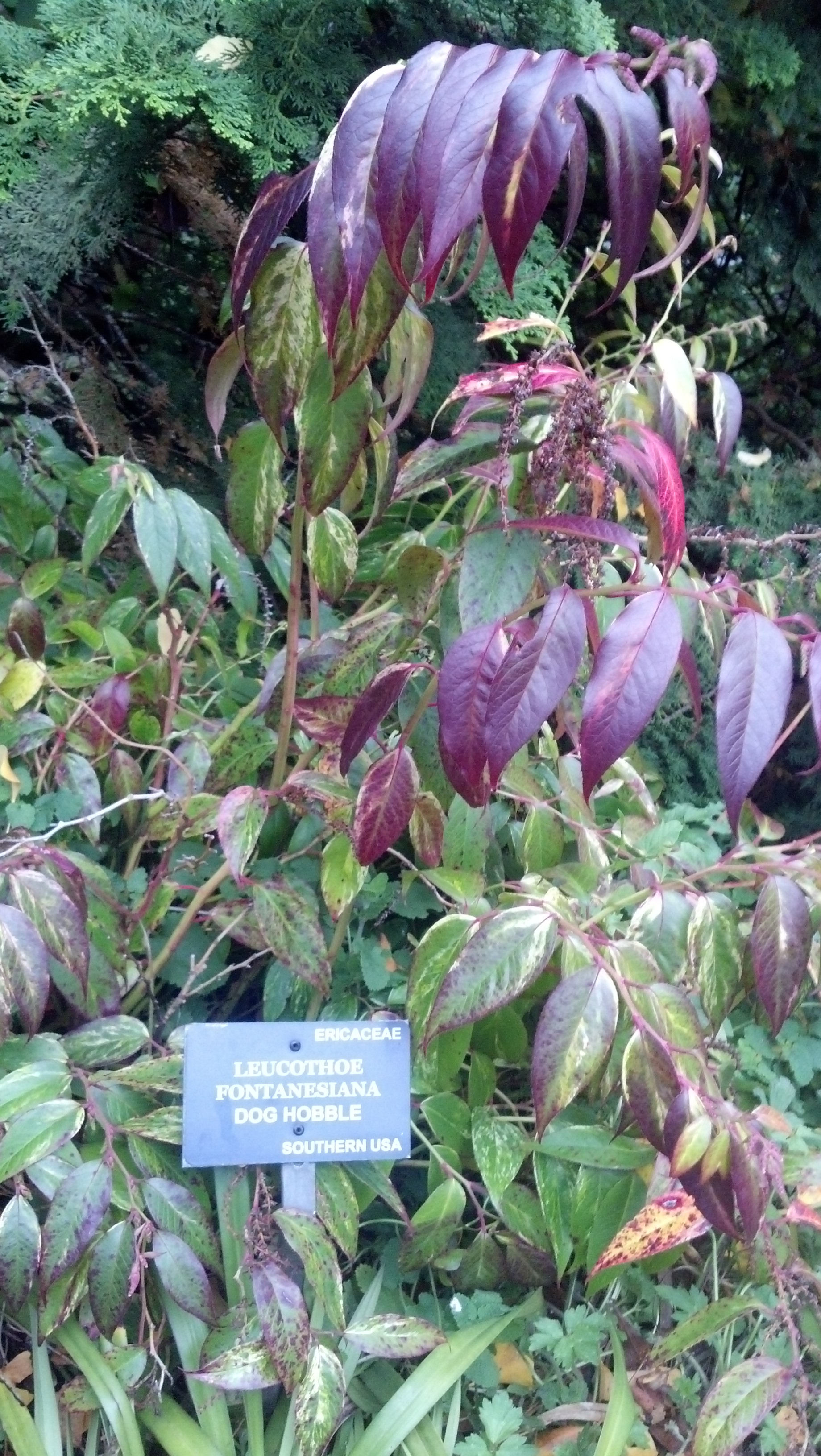
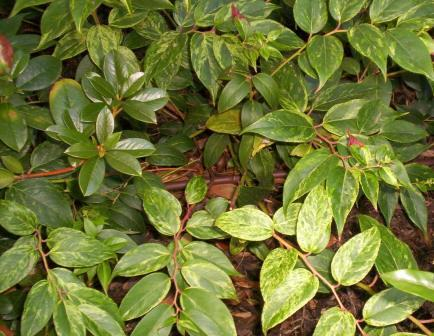